# 山川仁
山川 仁（やまかわ ひとし、1974年（昭和49年）9月24日 - ）は、日本の政治家。れいわ新選組の衆議院議員（1期）、同党国会対策委員長（第2代）。前沖縄県豊見城市長（1期）。元豊見城市議会議員（2期）。

## 来歴
沖縄県豊見城村（現・豊見城市高嶺）出身。産能短期大学（現・自由が丘産能短期大学）中退。衆議院議員の瑞慶覧長敏の公設第一秘書を務めた。
2011年、豊見城市議会議員選挙に民主党公認で立候補し初当選。2015年では無所属で立候補し、再選。
2018年8月8日、豊見城市長選挙に立候補の意向を表明。同年10月14日に行われた市長選に社民党・共産党・沖縄社会大衆党・自由党・国民民主党・立憲民主党の推薦、玉城デニー知事の支援を受けたオール沖縄の候補として立候補。前市議の宜保安孝（自由民主党・日本維新の会・希望の党推薦）、現職の宜保晴毅らを破り初当選した。11月8日、市長就任。
※当日有権者数：48,141人 最終投票率：53.28%（前回比：－0.18pts）
| 候補者名 | 年齢 | 所属党派 | 新旧別 | 得票数      | 得票率 | 推薦・支持                                   |
| -------- | ---- | -------- | ------ | ----------- | ------ | -------------------------------------------- |
| 山川仁   | 44   | 無所属   | 新     | 11,274票    | 44.42% | （推薦）社民・共産・社大党・自由・国民・立民 |
| 宜保安孝 | 41   | 無所属   | 新     | 7,645.803票 | 30.13% | （推薦）自民・維新・希望                     |
| 宜保晴毅 | 50   | 無所属   | 現     | 6,459.196票 | 25.45% |                                              |

2022年10月9日投開票の市長選挙で再選を目指すも自由民主党・公明党が推薦した元市議の徳元次人に敗れて落選した。
この間、山川から叱責や恫喝を受けたという市職員の訴えを市議会野党が追及、実態把握調査特別委員会が設置されたのに対し、山川自身も第三者委員会を設置して真相究明を託す展開となった。また、8月に市長らからパワーハラスメントを受けたとして、市職員3人が市に慰謝料など約616万円の損害賠償を求めて、那覇地裁に提訴する事態となった。この問題に関して山川は一貫して否定しているが、支援者は「パワハラ問題が響いた」と口をそろえる結果となった。
※当日有権者数：49,888人 最終投票率：49.72%（前回比：－3.56pts）
| 候補者名 | 年齢 | 所属党派 | 新旧別 | 得票数   | 得票率 | 推薦・支持                             |
| -------- | ---- | -------- | ------ | -------- | ------ | -------------------------------------- |
| 徳元次人 | 41   | 無所属   | 新     | 13,335票 | 54.34% | （推薦）自民・公明                     |
| 山川仁   | 48   | 無所属   | 現     | 10,535票 | 42.93% | （推薦）共産・立民・社民・れ新・社大党 |
| 辻内岳晴 | 42   | 無所属   | 新     | 668票    | 2.72%  |                                        |

2023年6月26日、れいわ新選組より次期衆議院議員選挙の沖縄県第4区公認予定候補となったことが発表された。前回衆院選で元那覇市議の金城徹を擁立した立憲民主党県連内では、金城を推す意見と山川を推す意見があったが、立憲民主党によれば議論が煮え切る前にれいわが山川の擁立を決めたという。また、2023年5月には日本維新の会が山川の実兄で元那覇市議・元豊見城市議の山川泰博の擁立をすでに決めており、泰博は弟の出馬について、「当日にLINEがあった」としつつ、「今は何を言っても聞く耳を持たないだろう」と述べた。2024年4月にはオール沖縄勢力とれいわ間での候補者一本化に向けた協議が決裂した。
2024年10月27日の第50回衆議院議員総選挙の投開票の結果、選挙区では候補者4人中自民党の西銘恒三郎、立憲民主党の金城に次ぐ3位で敗れたものの（4位は兄の山川泰博）、重複立候補していた比例九州ブロックで復活当選した。当選後の11月、党国会対策委員長に就任。

## 市政
- 2020年（令和2年）5月28日、新型コロナウイルス対策の財源に充てるため、自身の7月、8月の月額給与を50％減額すると発表した。副市長、教育長については25％ずつ減額する[18]。

## 親族
- 祖父・山川泰邦（第8代琉球政府立法院議長）
- 父・山川一郎（元那覇市助役）
- 兄・山川泰博（元那覇市議会議員・元豊見城市議会議員）

## 選挙歴
| 当落 | 選挙                       | 執行日         | 年齢 | 選挙区      | 政党         | 得票数    | 得票率 | 定数 | 得票順位 /候補者数 | 政党内比例順位 /政党当選者数 |
| ---- | -------------------------- | -------------- | ---- | ----------- | ------------ | --------- | ------ | ---- | ------------------ | ---------------------------- |
| 当   | 2011年豊見城市議会議員選挙 | 2011年2月13日  | 36   | ーー        | 民主党       | 611票     | ーー   | 24   | 22/26              | /                            |
| 当   | 2015年豊見城市議会議員選挙 | 2015年4月8日   | 40   | ーー        | 無所属       | 743票     | ーー   | 24   | 17/28              | /                            |
| 当   | 2018年豊見城市長選挙       | 2018年10月14日 | 44   | ーー        | 無所属       | 1万1274票 | 44.42% | 1    | 1/3                | /                            |
| 落   | 2022年豊見城市長選挙       | 2022年10月9日  | 48   | ーー        | 無所属       | 1万535票  | 42.93% | 1    | 2/3                | /                            |
| 比当 | 第50回衆議院議員総選挙     | 2024年10月27日 | 50   | 沖縄県第4区 | れいわ新選組 | 2万284票  | 14.36% | 1    | 3/4                | 1/1                          |